# 932
932 (CMXXXII) fue un año bisiesto comenzado en domingo del calendario juliano, en vigor en aquella fecha.

## Acontecimientos
- Ramiro II toma a los moros la plaza de Magerit.

## Nacimientos
- Ma'ad al-Muizz Li-Dinillah, califa fatimí.